# Sydgas AB
Sydgas AB är ett helägt dotterbolag till Eon Sverige (tidigare Sydkraft) och en av Skandinaviens största aktörer inom LPG (Liquefied Petroleum Gas) samt största leverantör av naturgas i Sverige.

## Historik
Sydgas AB bildades 1969 med uppgift att undersöka möjligheterna till naturgasintroduktion inom Sydkrafts verksamhetsområde. Bolaget ägdes fram till 1973 till 100 procent av Sydkraft. Därefter blev städerna Malmö, Lund, Helsingborg och Landskrona delägare. År 1976 bildades Swedegas som ägde 51 procent av Sydgas fram till 1979. Efter 1979 återgick man till tidigare ägarstruktur, dock utan Landskrona.
Enligt det så kallad Danmarksavtalet med danska DONG Energy A/S skulle naturgas från norska Ekofiskfältet föras i rör genom Tyskland, Danmark, över Öresund och fram till Malmö. Förprojekteringen av röret över Öresund och av ledningsnätet i södra Sverige utfördes av Sydgas AB. I Sverige skulle gasen främst säljas till industriföretag. Ledningen invigdes sommaren 1985. Från en anslutning till det danska nätet vid Dragör,  söder om Köpenhamn, togs gasen över Öresund i ett rör till Klagshamn söder om Malmö. Tekniskt sett fungerade projektet väl, däremot var ekonomin i Sydgasprojektet på både kort och lång sikt otillfredsställande. 
År 1999 köpte Sydkraft resterande aktier i Sydgas för 325 miljoner kronor, som nu blev ett helägt dotterbolag till Sydkraft. 2001 köpte tyska Eon AG majoriteten i Sydkraft, men ändrade inte företagsnamnet. 2005 ändrades namnet till Eon Sverige när man köpt ut resterande småägare i Sydkraft, därmed blev Eon Sverige även helägare i Sydgas.

### Naturgas i Sverige
Huvudartikel: Naturgas i Sverige
Största delen av den naturgas som används i Sverige idag (2020) kommer via rörledningen mellan Sverige och Danmark som 1983-1985 anlades av Sydgas och byggdes av Gränges Hedlund tillsammans med tyska Hoesch. Naturgasen som flödar genom den ledningen är dels dansk Nordsjögas från Tyra Gasfelt och dels naturgas som kommer från Tyskland (rysk, norsk eller nederländsk naturgas). En allt större del av den naturgasen som används i Sverige skeppas hit med båtar från Norge och kallas för LNG (Liquefied Natural Gas), alltså naturgas i flytande form.